# Craugastor fitzingeri
Craugastor fitzingeri är en groddjursart som först beskrevs av Schmidt 1857.  Craugastor fitzingeri ingår i släktet Craugastor och familjen Craugastoridae. IUCN kategoriserar arten globalt som livskraftig. Inga underarter finns listade i Catalogue of Life.